# ГЕС Севен-Майл
ГЕС Севен-Майл — гідроелектростанція на південному заході Канади у провінції Британська Колумбія. Знаходячись між ГЕС Боундарі (вище по течії у США) з однієї сторони та ГЕС Ванета і Ванета-Експансіон з іншої сторони, входить до складу каскаду на річці Панд-Орей, лівій притоці Колумбії (має устя на узбережжі Тихого океану на межі штатів Вашингтон та Орегон).  
В межах проекту річку перекрили бетонною гравітаційною греблею висотою 80 метрів та довжиною 347 метрів із гребенем на позначці 530 метрів НРМ. Перші кілька років максимальний операційний рівень водосховища становив лише 523 метри НРМ, проте після досягнення у 1988 році відповідної угоди він був підвищений на 4 метри. Як наслідок, водосховище досягло довжини у 15 км та перейшло на територію США, а його площа поверхні збільшилась з 3,7 км2 до 4,2 км2.  
Пригреблевий машинний зал первісно обладнали трьома турбінами типу Френсіс потужністю по 202,5 МВт, до яких у 2003 році додали ще одну того ж типу з показником у 210 МВт. Подача води до гідроагрегатів здійснюється через сталеві водоводи діаметром 8 метрів. Турбіни використовують напір у 61 метр та забезпечують виробництво 3,2 млрд кВт-год електроенергії на рік.